# Camazepam
Il camazepam è una 1,4-benzodiazepina e precisamente il sale dimetil carbammato del temazepam, un metabolita del diazepam. 
Questa molecola possiede proprietà ansiolitiche, anticonvulsivanti, sedative e miorilassanti ma differisce dalle altre benzodiazepine per le sue proprietà ansiolitiche, particolarmente importanti, soprattutto se paragonate alle proprietà anticonvulsivanti, ipnotiche e miorilasanti, decisamente più limitate. 
Il farmaco veniva venduto in Italia dalla società farmaceutica Zambon con il nome commerciale di Albego nella forma di confetti gastroresistenti contenenti 20 mg di principio attivo.

## Farmacodinamica
Il camazepam, come altre molecole della stessa classe, si lega specificamente a livello del sistema nervoso centrale (SNC) al sito recettoriale GABAA (il sito proprio delle benzodiazepine), potenziando l'attività dell'acido γ-amminobutirrico (GABA). Quest'ultimo è un neurotrasmettitore dotato di una tipica azione di tipo inibitorio la quale determina una riduzione dell'eccitazione neuronale. La molecola, in studi eseguiti su animali da sperimentazione, ha mostrato un'affinità piuttosto bassa per il recettore GABAA a paragone di altre benzodiazepine.
Studi eseguiti sugli animali hanno evidenziato che il composto ed i suoi metaboliti attivi possiedono anche proprietà anticonvulsivanti.
La molecola potrebbe incrementare l'attenzione, ma questa attività necessita di ulteriori studi e verifiche. 
Diversamente da altre benzodiazepine il camazepam non altererebbe il pattern del sonno normale.

## Farmacocinetica
A seguito di somministrazione per via orale la molecola viene facilmente ed ampiamente assorbita dal tratto gastroenterico. La biodisponibilità nell'essere umano raggiunge il 90%. Nell'organismo la benzodiazepina viene metabolizzata nel metabolita attivo temazepam. Studi eseguiti sui cani hanno evidenziato che l'emivita della molecola si aggira intorno alle 8 ore (range 6,4-10,5 ore). 
L'eliminazione dall'organismo avviene prevalentemente attraverso l'emuntorio renale.

## Usi clinici
Il camazepam trova indicazione nel trattamento a breve termine dei problemi di insonnia e di ansia. Come nel caso di altre benzodiazepine, il suo impiego deve essere riservato a quei soggetti in cui il disturbo del sonno è grave, disabilitante o causa un marcato disagio.

## Effetti collaterali e indesiderati
Gli effetti avversi sono simili a quelli delle altre molecole della medesima classe. Tuttavia rispetto ad altre benzodiazepine il camazepam sembra dare con frequenza minore alterazione dei tempi di reazione e di coordinamento, nonché disturbi di tipo cognitivo. 
Questa caratteristica lo rende più adatto come ansiolitico. A dosaggi più elevati, ad esempio 40 mg di camazepam, i disturbi indotti dal composto sono simili a quelli causati da altre benzodiazepine e si possono manifestare confusione mentale, cefalea, vertigine, disartria e/o difficoltà nella articolazione del linguaggio nonché reazioni paradosse quali l'insonnia.
Durante il trattamento con camazepam è stata segnalata l'insorgenza di disturbi a carico della cute e reazioni di ipersensibilità (prurito, orticaria, rash cutaneo, angioedema e reazioni anafilattiche.

## Controindicazioni
Il camazepam è controindicato nei soggetti con ipersensibilità nota al principio attivo, ad altre benzodiazepine oppure ad uno qualsiasi degli eccipienti contenuti nella formulazione farmaceutica.
Il farmaco è inoltre controindicato in coloro che sono affetti da miastenia gravis, grave insufficienza respiratoria o epatica e da sindrome da apnea notturna.

## Dosi terapeutiche
Nei soggetti adulti la dose standard è pari a 20 mg/die, in un'unica somministrazione. In circostanze eccezionali la dose può essere aumentata a 40 mg/die. Il trattamento deve essere in ogni caso il più breve possibile. Il periodo di trattamento standard generalmente si aggira intorno alle 2 settimane, fino ad un massimo di 1 mese. La sospensione del trattamento deve avvenire con gradualità.